# Albero da Siena
(Dante, Inf. XXIX, v. 109 e 114)
Albero da Siena, o Alberto (Siena, XIII secolo – Inizi XIV secolo), fu un nobile senese del XIII secolo.
Di lui si hanno poche notizie storiche, ma venne citato da Dante nell'Inferno (XXIX, 109-120).
Di lui si hanno alcune citazioni in alcuni documenti storici che vanno dal 1288 al 1294. La sua famiglia doveva essere molto ricca perché lo troviamo tra i finanziatori della banca dei Bonsignori con la cospicua somma di mille e duecento fiorini.
Dante lo fa nominare dall'alchimista Griffolino d'Arezzo, in un canto dedicato in larga parte alla vaghezza dei senesi. Lo stesso Griffolino racconta a mo' di novella come egli disse per gioco al nobiluomo di saper volare, e Albero lo costrinse allora a insegnargli tale arte, ma per via della promessa non mantenuta si infuriò e, tramite il vescovo, fece accusare il povero Griffolino di eresia e ardere vivo. 
Alcuni hanno identificato questo personaggio con quell'Alberto protagonista delle novelle dalla 11ª alla 14ª di Franco Sacchetti, ma, sebbene i personaggi abbiano tratti in comune, non ci sono elementi sufficienti per stabilire con certezza questa connessione.